# Nathan Feral
 (mai 2025).
Si vous disposez d'ouvrages ou d'articles de référence ou si vous connaissez des sites web de qualité traitant du thème abordé ici, merci de compléter l'article en donnant les références utiles à sa vérifiabilité et en les liant à la section « Notes et références ».
Nathan Feral est un  joueur français de volley-ball né le 9 juillet 2003. Il mesure 1,97 m et évolue au poste de pointu, actuellement au sein des cuneovolley

## Palmarès

### En sélection nationale
| Mondial | Continental | Jeune |
| ------- | ----------- | --- |
|         |             | - Championnat d'Europe U22 - Vainqueur 2024 - 2e 2022 - WEVZA U19 - 2e 2021 - Championnat d'Europe U17 - Vainqueur 2019 |

### En club
| Union européenne | France                      |
| ---------------- | --------------------------- |
|                  | - Coupe de France - 3e 2025 |